# Émile Fisseux
Émile Léon Fisseux (Épaux-Bézu, 20 de febrero de 1862-París, 9 de diciembre de 1916) fue un deportista francés que compitió en tiro con arco, en la modalidad de arco recurvo. Participó en dos Juegos Olímpicos de Verano en los años 1900 y 1908, obteniendo una medalla de bronce en París 1900 en la prueba au cordon doré 50 m.

## Palmarés internacional
| Juegos Olímpicos | Juegos Olímpicos | Juegos Olímpicos  | Juegos Olímpicos    |
| Año              | Lugar            | Medalla           | Prueba              |
| ---------------- | ---------------- | ----------------- | ------------------- |
| 1900             | París (Francia)  | Medalla de bronce | Au cordon doré 50 m |